# Geoffrey Chew
Geoffrey F. Chew (Washington, 5 giugno 1924 – Berkeley, 11 aprile 2019) è stato un fisico statunitense.

## Biografia
Ha conseguito il PhD in fisica teorica delle particelle nel 1946, presso l'Università di Chicago, sotto la direzione di Enrico Fermi, con una tesi dal titolo Elastic Scattering of High-Energy Nucleons by Deuterons. Tra il 1950 e il 1956, è stato membro della Facoltà di fisica dell'Università dell'Illinois - Urbana-Champaign.  Dal 1957 è stato professore di fisica presso l'Università della California - Berkeley e dal 1991 è divenuto professore emerito.  È stato membro della National Academy of Sciences, nonché dell'American Academy of Arts and Sciences. In contrapposizione con la "teoria quantistica dei campi", nel 1961 propone una teoria rivoluzionaria, la "teoria della matrice S", o teoria del "bootstrap" che dal 1940 il fisico Heisenberg aveva cominciato a formulare.

## Premi
Chew nel 1962 ha ricevuto il Premio Hughes della Società Americana di Fisica per la sua teoria del bootstrap sulle interazioni forti. Ha vinto inoltre il Premio Lawrence nel 1969.